# Blankenbach
Blankenbach è un comune tedesco di 1 608 abitanti, situato nel land della Baviera.